# Roman Szporluk
Roman Szporluk (ur. 1933 w Grzymałowie) – amerykański historyk i politolog pochodzenia ukraińskiego. 

## Życiorys
Po II wojnie światowej kontynuował naukę w Lublinie, gdzie podjął studia prawnicze na Uniwersytecie Marii Curie-Skłodowskiej (magister 1955). Po trzech latach asystentury na UMCS, wyjechał w 1958 r. na Zachód. Dalsze badania nad historią myśli politycznej prowadził w Oksfordzie (1961) pod opieką naukową Sir Isaiaha Berlina i Johna Plamenatza, a następnie w Stanfordzie. W latach 1965–1991 zatrudniony na Uniwersytecie Michigan w Ann Arbor, od 1991 roku jest profesorem historii na Uniwersytecie Harvarda; W latach 1991–2004 dyrektor Harvard Ukrainian Research Institute.
Specjalizuje się w najnowszej historii Ukrainy, stosunków polsko-ukraińskich, marksizmu i nacjonalizmu w Europie Środkowej i Wschodniej. Jest znanym historykiem, autorem wielu artykułów naukowych i kilku monografii dotyczących historii Ukrainy. Jego pozycję jako jednego z najwybitniejszych we współczesnej nauce znawców koncepcji nacjonalizmu oraz nowoczesnych ruchów narodowych na terenie byłego ZSRR i Europy Wschodniej potwierdzają liczne prace. 2 czerwca 1999 Szporluk przedstawił raport "Polska w historii Ukrainy". Współcześnie m.in. członek komitetu redakcyjnego Studia z Dziejów Rosji i Europy Środkowo-Wschodniej, wydawanego przez Instytut Historii Polskiej Akademii Nauk.

## Wybrane publikacje

### Książki
- Ìmperìâ ta nacìï. Z ìstoričnogo dosvìdu Ukraïni, Rosìï, Pol'ŝì ta Bìlorusì, per. Georgìâ Kas'ânova, Kiïv: Duh ì Lìtera, 2000.
- Russia, Ukraine, and the Breakup of the Soviet Union, Stanford 2000.
- Communism and Nationalism: Karl Marx versus Friedrich List, New York - Oxford 1991.
- Ukraine: A Brief History, Detroit, 1982.
- The Political Thought of Thomas G. Masaryk, Boulder 1980.
- Russia, Ukraine, and the Breakup of the Soviet Union, Stanford 2000.
- (redakcja)Russia in World History: Selected Writings of M. N. Pokrovsky, Ann Arbor 1970.
- (redakcja) The Influence of Eastern Europe and the Soviet West on the USSR, Washington - London 1976.
- (redakcja) National Identity and Ethnicity in Russia and the New States of Eurasia, Armonk, NY 1994.

### Publikacje w języku polskim
- W sprawie klasyfikacji państw = Po voprosu klassiikacii gosudarstv = Zur Frage der Staatenklassifikation, "Annales Universitatis Mariae Curie-Skłodowska" 1957, vol. 4, sectio G, s. 140-154.
- Roman Szporluk, Piotr Stefan Wandycz, Frank Sysyn, Rozmowy o braciach, rozmawia Jerzy Jastrzębowski, "Zeszyty Historyczne" z. 88, 1989, s. 3-33 (Przedruk [w:] Zamiłowanie do spraw beznadziejnych. Ukraina w "Kulturze" 1947-2000, wybór, opracowanie i posłowie Bogumiła Berdychowska, Paryż-Kraków: Instytut Literacki - Instytut Książki 2016, s. 504-533).
- Polska. Powstanie teorii i praktyki nowoczesnego narodu (1770-1879) [w:] Sens polskiej historii, pod red. Andrzeja Ajnenkiela, Janusza Kuczyńskiego i Andrzeja Wohla, Warszawa 1990.
- Rozmowa braci po latach: Piotr Wandycz, Roman Szporluk, rozmowę przeprowadził Jerzy Jastrzębowski, "Rzeczpospolita" 1997, nr 149, s. 16.
- Dlaczego upadają imperia? (Cesarstwo Rosyjskie i Związek Radziecki), "Eurazja" 1996, nr 2, s. 65-77.
- Klucze do Wschodu, "Rzeczpospolita" 1997, nr 232, dodatek s. VI.
- Kłopoty z tożsamością, rozmowę przeprowadziła Maria Wągrowska, "Rzeczpospolita" 1997, nr 82, s. 6.
- Imperium, komunizm i narody: Wybór esejów, wstęp i red. Andrzej Nowak, przeł. Szymon Czarnik i A. Nowak, Kraków 2003.
- Zachodni wymiar kształtowania się współczesnej Ukrainy, Warszawa 2004.
- Czy Polska była imperium? - rozmowa z Romanem Szporlukiem [w:] Andrzej Nowak, Od imperium do imperium. Spojrzenie na historię Europy Wschodniej, Kraków: Arcana - Warszawa: Instytut Historii PAN 2004, s. 337-355.
- Wiatr z zachodu, tł. Joanna Podhajska, "Przegląd Polityczny" (2004), nr 67/68, s. 147-164.
- Wojna w Gruzji: powrót do zimnowojennej retoryki?, tł. Ewa Szewczyk, oprac. Łukasz Pawłowski, Katarzyna Wigura, "Dziennik. Polska, Europa, świat" 2008, nr 197, dodatek "Europa" nr 34, s. 13-15.
- Europa Wschodnia umarła! Niech żyje Europa Wschodnia!, tł. z ang. Andrzej Nowak, "Arcana" 2010, nr 6, s. 39-42.
- Ankieta - 1991-2011: dwadzieścia lat bez Wielkiego Brata, "Nowa Europa Wschodnia" 2011, nr 1.